# Sljeme (skidområde)
För bergstoppen, se Sljeme.
Sljeme är ett rekreations- och skidområde beläget på berget Medvednica några kilometer norr om Zagreb i Kroatien. Skidområdet är beläget vid och uppkallat efter Medvednicas högsta topp Sljeme. Närheten till den kroatiska huvudstaden har gjort skidområdet till det kanske mest besökta i sitt slag i landet.  

## Transporter och kommunikationer
Sljemes skidområde kan nås med motorfordon från huvudstaden Zagreb. En sträcka som under normala omständigheter tar drygt tjugo minuter från Zagrebs stadskärna. Vid skidområdet finns parkeringsplatser. En regelbunden busslinje trafikerar sträckan Mihaljevac–Sljeme. Till Mihaljevac finns spårvägsförbindelse från centrala Zagreb. Åren 1963–2007 fanns en linbana som förband Zagreb (vid Gračanski Bliznec) med Sljeme och det finns framtida planer på att återupprätta linbanelinjen.

## Tävlingar och evenemang
Varje skidsäsong organiseras ett antal skidtävlingar i Sljemes skidområde. Den mest prestigefyllda är den alpina världscupstävlingen Snow Queen Trophy (på kroatiska kallad "Snödrottningen") som organiseras i skidområdet sedan år 2005. Det är den enda alpina världscupstävlingen i Internationella skidförbundets (FIS) regi som organiseras så nära en europeisk huvudstad.

## Skidbackar och liftar
I Sljemes skidområde finns fem pister (skidbackar) av varierande längder och svårighetsgrad samt tre skidliftar (två släpliftar och en stollift). Ett belysningssystem möjliggör kvällsskidåkning vid pisterna Crveni pust (Röda sluttningen) och Bijela livada (Vita ängen). Kvällsåkningar organiseras enbart vissa dagar och pågår då vanligtvis fram till klockan 22:00 på kvällen. Vid de två sisnämnda pisterna Crveni pust och Bijela livada samt Zeleni pust (Gröna sluttningen) och Plavi pust (Blå sluttningen) finns snökanoner. Skidbackarnas totala sammanlagda längd uppgår till 4 045 meter varav den längsta pisten är 1 110 meter. 
Områdets skidbackar och spår:
| Skidbacke                        | Längd (meter) | Fallhöjd (meter) | Klass | Definition      |
| -------------------------------- | ------------- | ---------------- | ----- | --------------- |
| Bijela livada (Vita ängen)       | 390           | 80               |       | Enkel pist      |
| Bijeli spust (Vita sluttningen)  | 1 110         | 150              |       | Enkel pist      |
| Crveni spust (Röda sluttningen)  | 975           | 300              |       | Svår pist       |
| Zeleni spust (Gröna sluttningen) | 480           | 110              |       | Mediumsvår pist |
| Plavi spust (Blå sluttningen)    | 1 090         | 210              |       | Mediumsvår pist |